# Eupithecia hemileucaria
Eupithecia hemileucaria es una especie de insectos lepidópteros, más concretamente de polillas, perteneciente a la familia de geométridos. La especie fue descrita por Claude Herbulot, habiendo sido descrita en 1880. Se distribuye en Madagascar, donde el holotipo, un espécimen macho adulto, fue recolectado a una altitud de 3400 metros (11 154,9 pies) sobre el nivel del mar. 

## Descripción
Es una polilla pequeña con una envergadura de unos 17 milímetros (0,7 plg). La cabeza es de color púrpura oscuro; el tórax y el primer anillo del abdomen son blancos, el resto del abdomen es de color marrón violeta.